# 阿布·苏富扬
阿布·苏富扬（‎，Abu Sufyan，565年—650年），生于麦加古萊什部落的奧瑪亞家族，是麦加贵族集团的领袖人物。他的祖父是奧瑪亞·本·阿布德·沙姆斯，奧瑪亞家族之祖。
因为伊斯兰教創始人穆罕默德領導的穆斯林團體危及麦加贵族的经济利益，阿布·苏富扬成为穆罕默德的反对者，与穆斯林军队在武侯德戰役和塹壕之戰作战。后在629年皈依了伊斯兰教。
阿布·蘇富揚的兒子，穆阿維亞一世，是奧瑪亞哈里發國的開國君主。他的女兒，拉姆拉·賓特·阿比·蘇富揚，則是穆罕默德的一位妻子。